# Stanisław Plichta
Stanisław Plichta herbu Półkozic – stolnik sochaczewski, poborca w ziemi sochaczewskiej.
Poseł na sejm pacyfikacyjny 1589 roku z ziemi sochaczewskiej, deputat do traktatu bytomsko-będzińskiego.